# Depressaria bupleurella
Depressaria bupleurella is een vlinder uit de familie grasmineermotten (Elachistidae). De wetenschappelijke naam is voor het eerst geldig gepubliceerd in 1870 door Heinemann.
De soort komt voor in Europa.